# Pentosa
Una pentosa és un monosacàrid fet per 5 carbonis. Les pentoses estan organitzades en dos grups. Les aldopentoses tenen un grup funcional aldehid a la posició 1. Les cetopentoses tenen un grup funcional cetona en la posició 2 o 3. Algunes de les pentoses més notables són la ribosa que juntament amb un àcid fosfòric i una base nitrogenada forma l'ARN i també cal mencionar la desoxirribosa que amb els dos components mencionats anteriorment, forma, de la mateixa manera, l'ADN. Quan se ciclen originen formes furanoses.
Els grups aldehid i cetona d'aquests glúcids reaccionen amb els seus grups funcionals hidroxil veïns per formar hemiacetals intramoleculars i hemicetals respectivament. L'estructura en anell resultant està relacionada amb el furà i se'n diu furanosa. L'anell espontàniament s'obre i es tanca adoptant les configuracions α i β. Aquest procés rep el nom de mutarotació. La ribosa és un constituent de l'ARN, i la desoxirribosa de l'ADN. Un polímer compost de sucres pentosa rep el nom de pentosan.

## Aldopentoses
Les aldopentoses tenen tres centres quirals i, per tant, són possibles 8 estereoisòmers diferents.
| D-Arabinosa | D-Lixosa | D-Ribosa | D-Xilosa |
| L-Arabinosa | L-Lixosa | L-Ribosa | L-Xilosa |

## Cetopentoses
Les 2-cetopentoses tenen dos centres quirals i són possibles 4 estereoisòmers diferents. Les 3-cetopentoses són rares.
| D-Ribulosa | D-Xilulosa |
| L-Ribulosa | L-Xilulosa |